# أوليفر كوبر
أوليفر كوبر (بالإنجليزية: Oliver Cooper)‏ مواليد 2 ديسمبر 1988 في أوهايو، الولايات المتحدة، هو ممثل أمريكي بدأ مسيرته الفنية سنة 2010.

## الأعمال

### أفلام
- المشروع إكس (2012) (بدور: كوستا)
- صداع الكحول الجزء الثالث (2013)
- عداء عداء (2013)

## الجوائز
| السنة | العنوان                                    | النتيجة |
| 2012  | جائزة إم تي في للأفلام لـ أفضل أداء كوميدي | رُشِّح     |
| ----- | ------------------------------------------ | ------- |
| 2012  | جائزة إم تي في للأفلام لـ أفضل شرير        | رُشِّح     |

## روابط خارجية
- أوليفر كوبر على موقع IMDb (الإنجليزية)
- أوليفر كوبر على موقع ألو سيني (الفرنسية)
- أوليفر كوبر على موقع أول موفي (الإنجليزية)
- أوليفر كوبر على موقع قاعدة بيانات الأفلام السويدية (السويدية)
- أوليفر كوبر على موقع قاعدة بيانات الفيلم (الإنجليزية)
- أوليفر كوبر على موقع كينوبويسك (الروسية)